# Кроссвілл (Теннессі)
Кроссвілл (англ. Crossville) — місто (англ. city) в США, в окрузі Камберленд штату Теннессі. Населення — 12 071 особа (2020).

## Географія
Кроссвілл розташований за координатами 35°57′7″ пн. ш. 85°1′49″ зх. д. / 35.95194° пн. ш. 85.03028° зх. д. (35.951960, -85.030220).  За даними Бюро перепису населення США в 2010 році місто мало площу 52,74 км², з яких 51,71 км² — суходіл та 1,03 км² — водойми.

### Клімат
| Клімат : Кроссвілл                           | Клімат : Кроссвілл | Клімат : Кроссвілл | Клімат : Кроссвілл | Клімат : Кроссвілл | Клімат : Кроссвілл | Клімат : Кроссвілл | Клімат : Кроссвілл | Клімат : Кроссвілл | Клімат : Кроссвілл | Клімат : Кроссвілл | Клімат : Кроссвілл | Клімат : Кроссвілл | Клімат : Кроссвілл |
| Показник                                     | Січ.               | Лют.               | Бер.               | Квіт.              | Трав.              | Черв.              | Лип.               | Серп.              | Вер.               | Жовт.              | Лист.              | Груд.              | Рік                |
| Абсолютний максимум, °C                      | 22,2               | 26,1               | 27,8               | 31,1               | 32,8               | 38,9               | 38,3               | 37,2               | 37,2               | 30,0               | 26,1               | 22,2               | 38,9               |
| Середній максимум, °C                        | 6,5                | 8,9                | 13,8               | 19,4               | 23,4               | 27,1               | 28,8               | 28,6               | 25,3               | 19,7               | 13,7               | 8,4                | 18,6               |
| Середній мінімум, °C                         | −3,5               | −1,9               | 2,3                | 7,1                | 11,3               | 15,4               | 17,9               | 17,3               | 13,7               | 7,1                | 2,5                | −1,4               | 7,3                |
| Абсолютний мінімум, °C                       | −29,4              | −26,7              | −18,9              | −6,7               | −2,8               | 0,6                | 7,8                | 5,6                | 0,6                | −7,2               | −15                | −27,2              | −29,4              |
| Норма опадів, мм                             | 123                | 116                | 146                | 125                | 129                | 113                | 128                | 95                 | 100                | 79                 | 123                | 134                | 1411               |
| -------------------------------------------- | ------------------ | ------------------ | ------------------ | ------------------ | ------------------ | ------------------ | ------------------ | ------------------ | ------------------ | ------------------ | ------------------ | ------------------ | ------------------ |
| Джерело: The Western Regional Climate Center |                    |                    |                    |                    |                    |                    |                    |                    |                    |                    |                    |                    |                    |

## Демографія
Згідно з переписом 2010 року, у місті мешкало 10 795 осіб у 4537 домогосподарствах у складі 2775 родин. Густота населення становила 205 осіб/км².  Було 5273 помешкання (100/км²).
Расовий склад населення:
| - 93,5 % — білих - 0,9 % — азіатів - 0,6 % — корінних американців - 0,5 % — чорних або афроамериканців - 0,2 % — вихідців з тихоокеанських островів - 2,9 % — осіб інших рас |

До двох чи більше рас належало 1,4 %. Частка іспаномовних становила 5,5 % від усіх жителів.
За віковим діапазоном населення розподілялося таким чином: 22,8 % — особи молодші 18 років, 57,2 % — особи у віці 18—64 років, 20,0 % — особи у віці 65 років та старші. Медіана віку мешканця становила 39,4 року. На 100 осіб жіночої статі у місті припадало 89,6 чоловіків;  на 100 жінок у віці від 18 років та старших — 85,1 чоловіків також старших 18 років.
Середній дохід на одне домашнє господарство  становив 45 133 долари США (медіана — 26 364), а середній дохід на одну сім'ю — 56 387 доларів (медіана — 35 091). Медіана доходів становила 30 228 доларів для чоловіків та 32 610 доларів для жінок. За межею бідності перебувало 29,1 % осіб, у тому числі 40,8 % дітей у віці до 18 років та 11,4 % осіб у віці 65 років та старших.
Цивільне працевлаштоване населення становило 3727 осіб. Основні галузі зайнятості: освіта, охорона здоров'я та соціальна допомога — 22,0 %, мистецтво, розваги та відпочинок — 15,4 %, виробництво — 14,8 %.